# Sorex jacksoni
Sorex jacksoni е вид бозайник от семейство Земеровкови (Soricidae).

## Разпространение
Видът е разпространен в САЩ (Аляска).